# Przystań jachtowa Marina Gdańsk

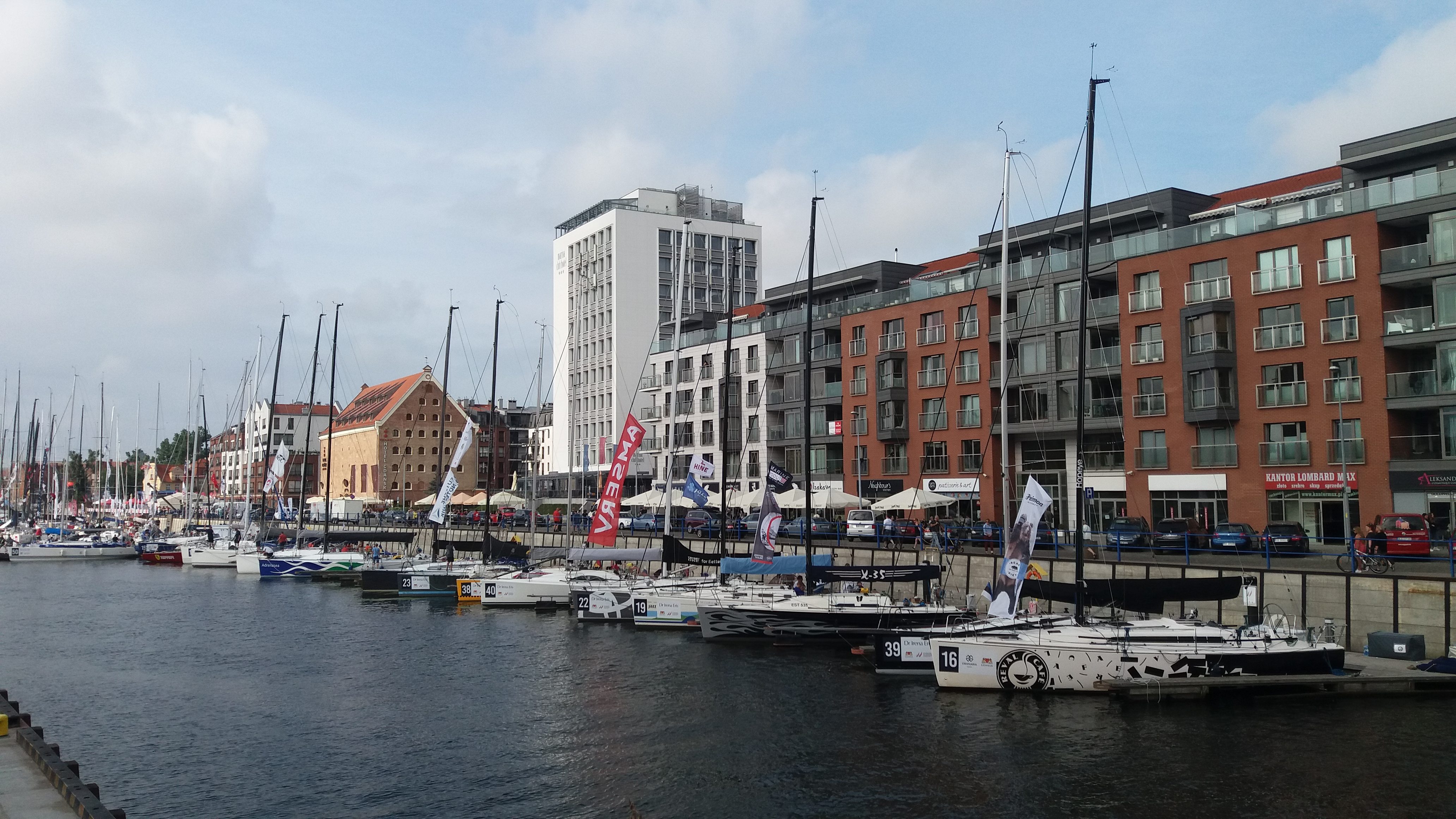
Przystań jachtowa Marina Gdańsk

Przystań jachtowa Marina Gdańsk – marina jachtowa w porcie morskim w Gdańsku, umiejscowiona na Nowej Motławie w Długich Ogrodach, przy ul. Szafarnia, ok. 4,5 Mm od wejścia do portu. Przystań znajduje się w obrębie morskich wód wewnętrznych.
Marina została wybudowana w 1997, w 1000-lecie miasta. Długość wynosi 290 m. Posiada 75 stanowisk do cumowania jednostek o głębokości do 3,5 m.